# Hogueras de Alicante
Las Hogueras de San Juan (en valenciano, Fogueres de Sant Joan) son las fiestas que se celebran en la ciudad española de Alicante por San Juan del 20 al 24 de junio. Son las fiestas oficiales de la ciudad, declaradas de Interés Turístico Internacional en 1983 y Bien de Interés Cultural Inmaterial en 2014.
Su fundador fue José María Py, que tras explicar el nacimiento de las fallas de Valencia escribía: «Las Hogueras de Alicante son bien conocidas por su tradición desde tiempos remotos, deberíamos los alicantinos darles ese mismo carácter que se ha dado a las fallas valencianas». Esta idea encaminada a atraer el turismo, tal y como hizo Valencia, tuvo aceptación entre la clase dirigente y se autorizó a la asociación Alicante Atracción a organizar las primeras Hogueras de San Juan (primeras permitidas por el ayuntamiento).

## Historia

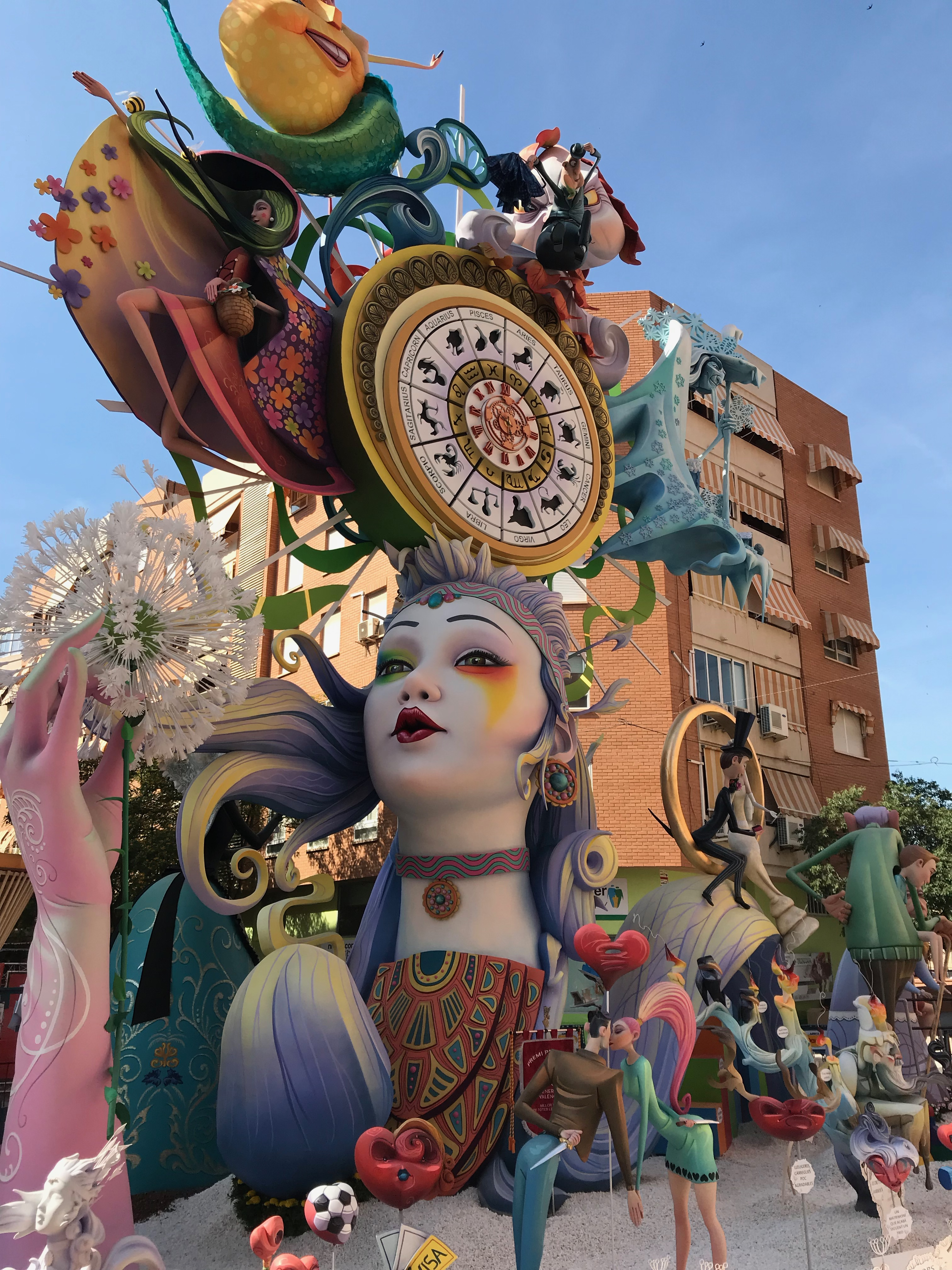
Hoguera La Cerámica ganadora en categoría Especial en 2019

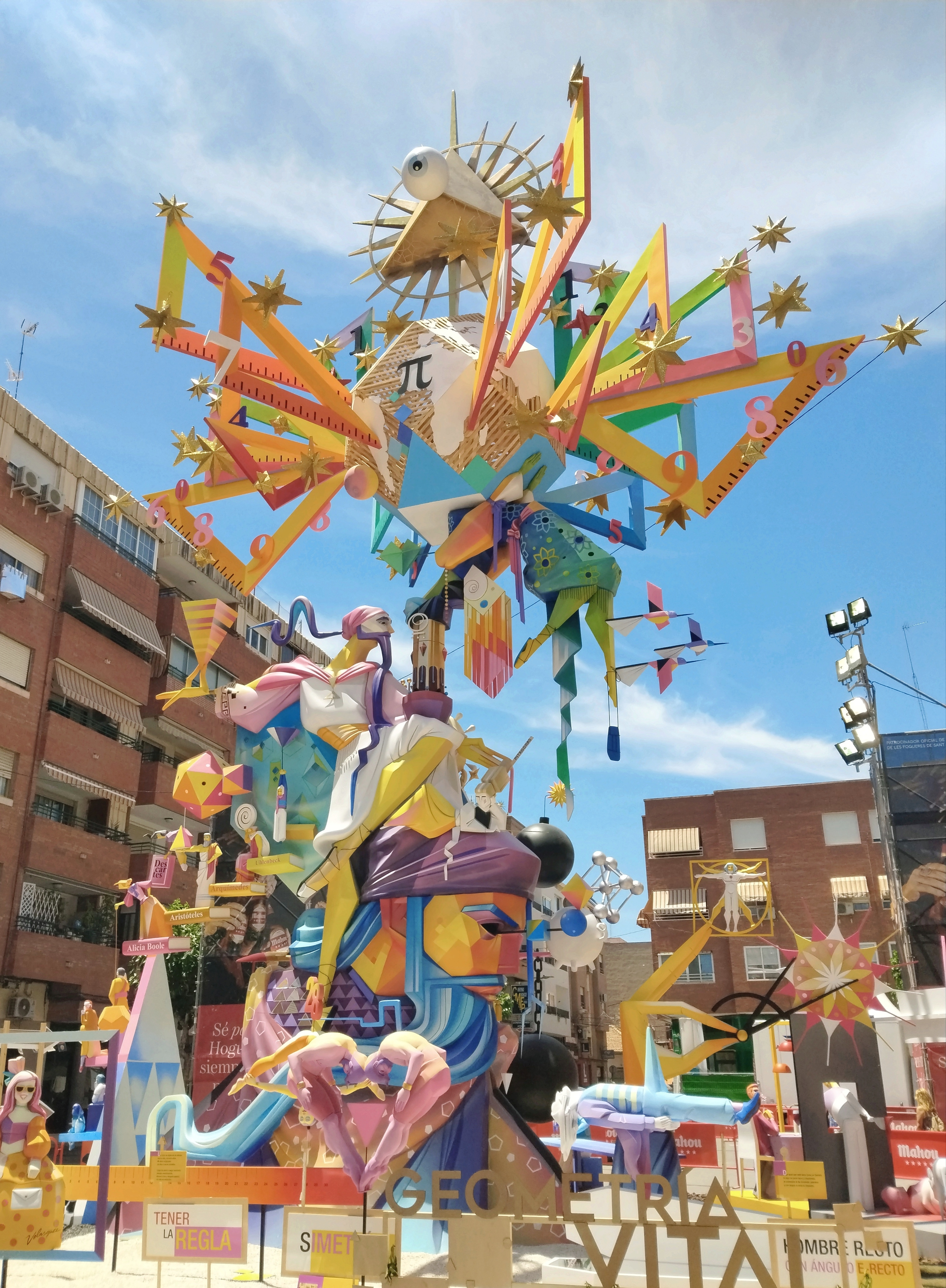
Hoguera de Florida Portazgo ganadora en categoría Especial en 2024

Esta fiesta se remonta a los tiempos en que los labradores alicantinos celebraban el día más largo del año para la recolección de las cosechas y la noche más corta para la destrucción de los males (nota: realmente la noche más corta del año es la que transcurre entre el 20 y el 21 de junio). Esta tradición pronto se extendió a la ciudad de Alicante, entonces, en 1822 el alcalde mandó comunicar un bando en el que se decía:
"...que no se enciendan hogueras en las calles, ni menos se disparen tiros ni cohetes en la noche de San Juan y sucesivas, bajo multa de 20 a 100 reales".
Pero en 1881, un despiste del ayuntamiento, hizo que no se publicara el bando. Aprovechando esto, los vecinos de Alicante se agruparon por calles instituyendo "fiestas de calle", en las que había juegos, música y empezaron a crearse los primeros "ninots" que figuraban a alguna persona a la que se la criticaba.
El 22 de marzo de 1928, la sociedad Alicante Atracción celebró la primera reunión para concretar unas fiestas nuevas a celebrar durante la festividad de San Juan o San Pedro con la finalidad de atraer turismo a la ciudad de Alicante, de la misma forma que se hacía en la festividad de las Fallas de Valencia. En dicha reunión José María Py y Miguel Llopis presentaron el proyecto al alcalde de Alicante Julio Suárez Llanos para que diera el visto bueno. Las primeras comisiones interesadas en participar de esta nueva festividad fueron Plaza Reina Victoria, avenida de Méndez Núñez, Benalúa, Alfonso el Sabio, Carolinas, Plaza Isabel II, Benito Pérez Galdós y Plaza de Ruperto Chapí. 
El 7 de abril de 1928, la comisión de la Plaza Isabel II celebra el primer acto festivo de las hogueras. Durante el Sábado Santo realizaron un pasacalle para recaudar fondos para la hogueras que vino acompañada por petardos. El 23 de junio se plantaron 9 monumentos fogueriles dando inicio a las primeras fiestas de las hogueras. Entre los actos que se celebraron aquel año se encuentra la entrada de bandas de música y la tradicional quema de hogueras. Las 9 hogueras que se plantaron corresponden a las comisiones de Alfonso el Sabio-Pablo Iglesias, Benalúa, Benito Pérez Galdós, Méndez Núñez, Mercado Central, Ruperto Chapí, Plaza Isabel II, Plaza Alfonso XII y Plaza Reina Victoria, siendo la ganadora la hoguera de Benalúa bajo el lema Parada y fonda de los artistas Gastón Castelló, José Merced y Juan Such. La hoguera fue conocida como El tranvía, ya que simulaba un tranvía. Se plantaron también 4 "ninots de carrer" que no entraron a concurso y que eran más pequeñas que una hoguera. Estas fueron instaladas en Barrio Obrero, Calle Berenguer de Marquina, Calle Roger y Calle San Vicente. La noche del 24 de junio se quemaron todos los monumentos.
La Comisión Gestora de Les Fogueres de San Chuan no se crea hasta 1929, año en que también se crea el primer himno a esta festividad. Se trata del pasodoble Les Fogueres de San Chuan, conocido como Himno de las Hogueras de Alicante o popularmente como A la llum de les fogueres. Su compositor fue Luis Torregrosa García y José Ferrándiz Torremocha le añadió la letra. 
En 1931 se establece el primer reglamento para esta festividad por parte de Gobernación Civil. El mismo año aparece la primera barraca por parte de la Peña Els 31 en la avenida de Alfonso el Sabio. Esta barraca simulaba una barraca valenciana. También se establece por primera vez el concurso del Ninot siendo premiado un grupo de ninots establecido en la avenida Alfonso el Sabio. 
En 1932 las mujeres toman protagonismo en la festividad formando la primera comisión de mujeres pertenecientes a la hoguera de la calle Quiroga, actualmente conocida como la hoguera de Séneca-Autobuses. Ese mismo año aparece por primera vez la primera Bellea del foc siendo elegida a Amparito Quereda Bernabeu en los salones del ayuntamiento. El resto de participantes fueron las damas de honor de la ganadora. Este acto fue iniciativa de Mario Guillén Salaya quien lo propuso a la Comisión Gestora y de las que dichas mujeres no pertenecían exclusivamente a una comisión. 
Para dar inicio a la quema de las hogueras se lanza una gran palmera de fuegos artificiales que se lanza desde el Benacantil, lugar donde se encuentra el Castillo de Santa Bárbara. Esta palmera fue lanzada por primera vez en 1933 como acto inicial para la quema de las hogueras. 
En 1935 se presenta la primera revista oficial dedicada a las fiestas con participación de artistas como Emilio Varela, Gastón Castelló, Melchor Aracil o René Penaud, con escritos de Rafael Altamira, Azorín, Óscar Esplá, Francisco Figueras Pacheco, José Guardiola y Ortiz, Gabriel Lambert, Valery Larbaud, Robert Migot, Gabriel Miró o Pedro Muguruza y fotografías de Francisco Sánchez.
Tras el comienzo de la Guerra Civil Española las fiestas fueron suspendidas hasta 1940, aunque en 1939 se plantó una hoguera en la avenida de Alfonso el Sabio. El poco tiempo que hubo tras la finalización de la guerra y el inicio de la fiesta impidieron que más hogueras pudieran ser plantadas. Tras la vuelta de las fiestas fogueriles se incluyeron nuevos actos, como la ofrenda de flores dedicada a la Virgen de los Remedios en 1941. 
En 1946 se proclama por primera vez la Bellea del foc infantil siendo la ganadora Teresa García González. El acto fue celebrado el 23 de junio en plenas fiestas dentro del Teatro Principal. También se crea la Categoría Especial dentro de los premios, participando en ellas Mercado Central, Benito Pérez Galdós y la ganadora Santa Isabel, una obra de Ramón Marco bajo el lema Tauromaquia. Para aquel año ya se plantaban 25 hogueras y 19 barracas.
Durante los años posteriores se fueron incluyendo más elementos a la fiesta, como la Hoguera oficial en 1951 que actualmente sigue siendo la misma que se planta en la Plaza del Ayuntamiento. También se inaugura en 1956 la primera Casa de Foguerer, mismo año que aparece el primer Desfile Folklórico. En 1961 aparece la primera Cabalgata del Fuego, hoy día desaparecida. 
En 1981 se instaura la Categoría Especial Infantil recibiendo el primer premio en esta categoría la comisión de Pío XII, seguida por Foguerer-Carolinas y Carolinas Altas-Sur.

## Días de la fiesta

### Entrada de bandas
La entrada de bandas se realiza la tarde del sábado anterior a la plantá, en la que participan los integrantes de las comisiones de todos los distritos fogueriles, vestidos con los trajes tradicionales. Estos son acompañados por las bellezas y damas de cada distrito, vestidas con el traje de novia alicantina. Cada hoguera desfila con su respectiva banda de músicos, llenando así las calles de música y ritmo.

### La plantá

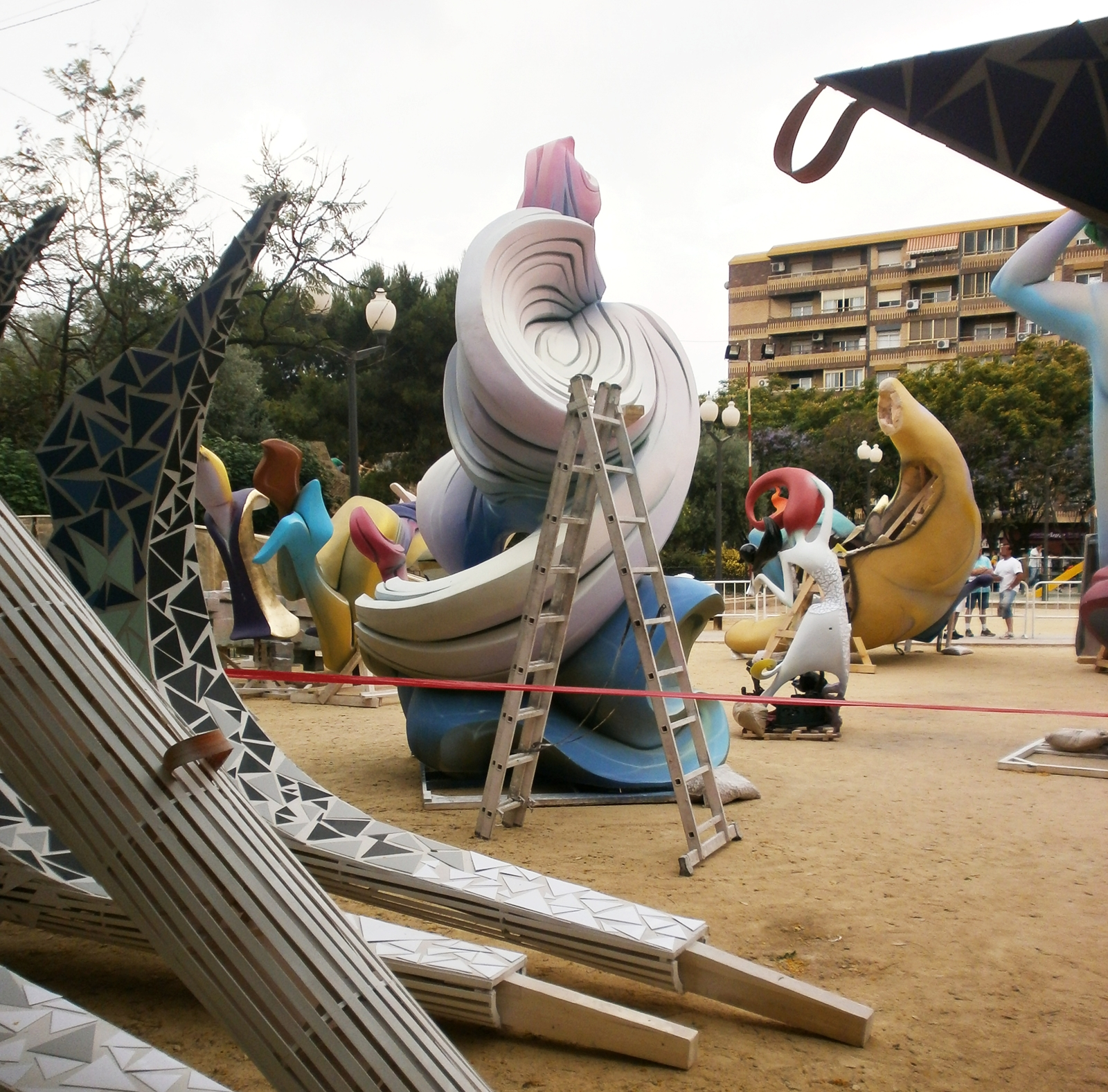
Hoguera desmontada el día de la plantá

Por la noche del día 19 de junio se coloca en cada distrito fogueril alicantino la hoguera infantil, y por la mañana del día 20 de junio se planta la hoguera adulta, que serán presentadas a concurso según su categoría. Al día siguiente, un jurado evaluará cada hoguera, para después poder otorgar los premios a las ganadoras. 
Las hogueras de categoría especial se plantan dos días antes, ya que su gran tamaño hace más difícil y lento su montaje.
La fiesta de las hogueras comienza oficialmente este día, en el cual también se instalan las "barracas" de cada comisión. Las personas que colaboran en el montaje suelen cenar la tradicional coca amb tonyina acompañada de bacores para reponer fuerzas durante la plantà.

### Ofrenda de flores a la Virgen del Remedio
Este acto festivo-religioso es considerada la ofrenda de flores más antigua de España. Los alicantinos ofrecen flores a la patrona de Alicante, la Virgen del Remedio. Actualmente se realiza los días 21 y 22 de junio, con un número aproximadamente igual cada día. 
Las comisiones de cada distrito llevan ramos de flores que son depositados ante la imagen de la Virgen, instalada en la fachada de la Concatedral de San Nicolás, formando a sus pies un inmenso tapiz formado por miles de flores. Los hombres de cada hoguera portan en andas un motivo floral construido por ellos mismos, que se expone en el mismo lugar.

### Entrega de premios
Este día se dan a conocer los premios que han obtenido las hogueras, se reparten 5 premios por categoría. Se otorga a las hogueras ganadoras un banderín en el que se lee, por ejemplo, "Primer Premio de 4.ª Categoría", además de una recompensa económica que ronda el 10 % del coste total de la hoguera.

### Desfile Folclórico Internacional
Cada año se celebra el Desfile Folclórico Internacional, una vistosa cabalgata con carrozas, cuerpos de baile, bandas de música y bailarines procedentes de diversos países del mundo.
Durante la noche del 23 de junio desfilan por Alicante siguiendo este recorrido: plaza de los Luceros, Avenida de Alfonso el Sabio, Rambla, calle Altamira y Ayuntamiento.
Este desfile es muy vistoso y acoge a un gran público en las calles, ya que los participantes ejecutan al son de la música danzas típicas de cada país, vistiendo los trajes tradicionales.

### La cremá
La noche del 24 de junio, festividad de San Juan Bautista, finalizan las fiestas con el acto conocido como la cremá. A las doce en punto de la noche, siendo ya técnicamente 25 de junio, se lanza desde lo alto del monte Benacantil, sobre el que se encuentra el castillo de Santa Bárbara, una monumental palmera de fuegos artificiales. La palmera tiene su origen en 1932 y es la descarga simultánea de centenares de cohetes de luz blanca, que indican el comienzo de la cremá, es decir, la quema de las hogueras mayores e infantiles.
En ese momento, una gran traca prende la hoguera oficial de la plaza del Ayuntamiento. La traca es encendida electrónicamente por la Belleza del Fuego desde el balcón del ayuntamiento, y la Belleza del Fuego Infantil hará lo mismo con la hoguera infantil. A partir de ese momento y a medida que avanza la noche, se procede a la cremá de las hogueras de cada distrito alicantino.
El equipo de bomberos se encargan de que esta celebración se desarrolle sin ningún tipo de peligro material o personal, y se ocupan de apagar las hogueras, que quedarán reducidas a cenizas. En cada hoguera, cientos de personas disfrutan del espectáculo de la cremá, y para resistir el calor, los bomberos les lanzan agua, protagonizando la tradicional banyà (literalmente, mojada en valenciano). En la cremá de la hoguera ganadora por sus ninots influye el alcalde y las belleas del foc infantil y adulta con sus 6 damas (la belleza y las damas del foc son las máximas representantes de la fiesta) que fueron elegidas por un jurado en una elección que se presentaron 89 candidatas aproximadamente tanto adultas como infantiles.

## La pólvora: mascletá y fuegos artificiales

### La mascletá
La mascletá (en valenciano, mascletà) es un acto típico de la Comunidad Valenciana celebrado en fiestas, normalmente durante el día. Son todo un espectáculo de sonido desde un punto emblemático de la ciudad.

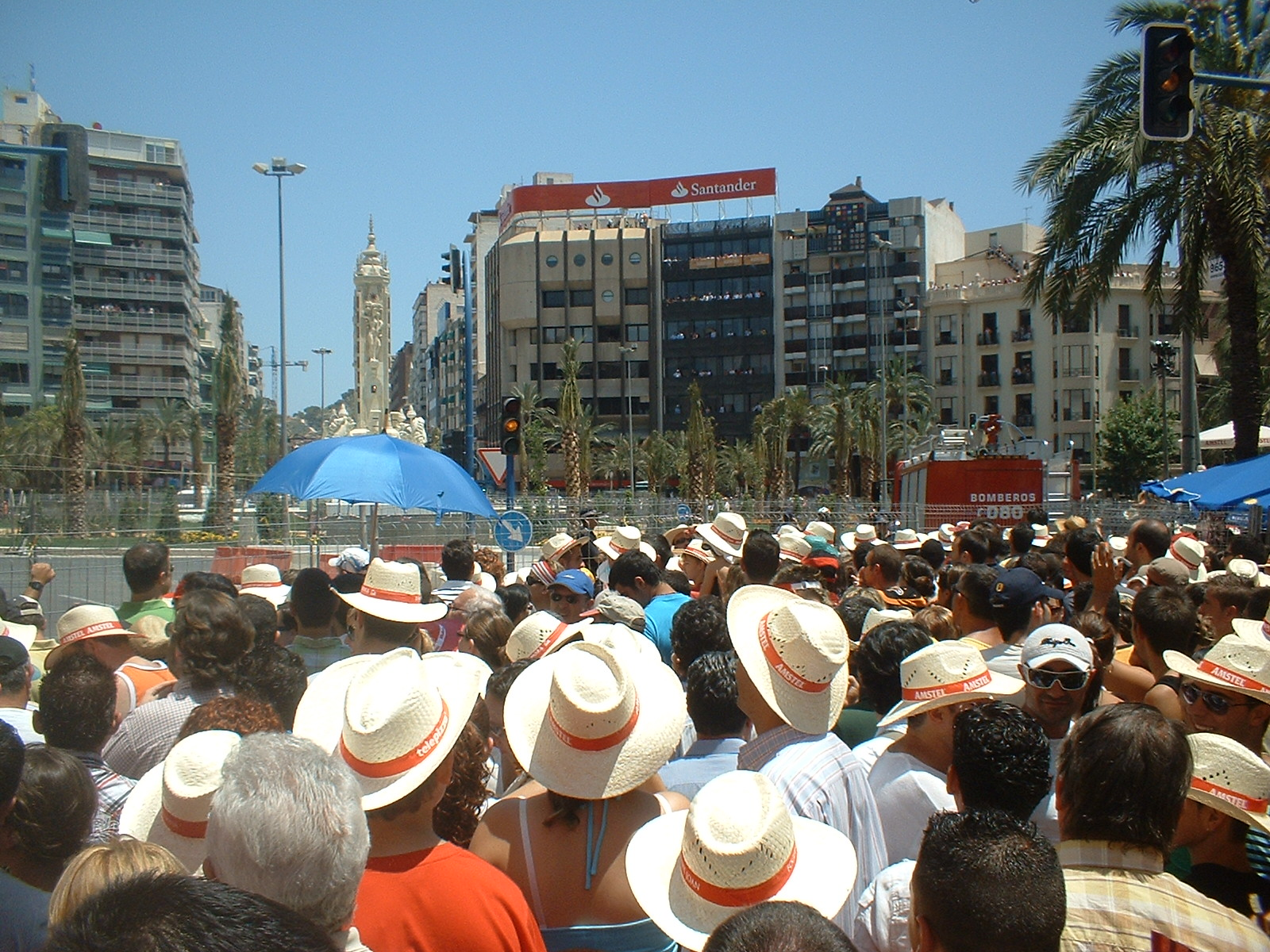
Mascletá en la plaza de los Luceros

La mascletá es un disparo pirotécnico que provoca una composición ruidosa y rítmica. Al contrario que los fuegos artificiales, cuyo objetivo es la estimulación visual, la mascletá tiene como objetivo, estimular el cuerpo a través de los fuertes ruidos rítmicos que provoca, algunos considerados ruidos musicales, además de tener una gran importancia visual. Dicho disparo pirotécnico, recibe su denominación por los masclets, que son petardos de una gran potencia sonora. Estos están ligados mediante una mecha conformando una línea o traca. Los petardos suelen sujetarse a mediana altura colgados con cuerdas o alzados mediante cañones. Una mascletá consta de al menos cuatro partes:
- Inicio: conjunto de efectos sonoros y visuales con que empieza el espectáculo.
- Cuerpo: es la parte central de la mascletá y en la cual la intensidad y volumen de sonido va aumentando.
- Terratrèmol (terremoto): parte en la que los masclets de mayor potencia estallan en tierra a gran velocidad.
- Parte aérea: descarga de truenos en el aire, de intensidad mayor, acompañados normalmente de colores.

Las mascletás son famosas en toda la Comunidad Valenciana y se celebran en la mayoría de las fiestas de los municipios, como en las Fallas de Valencia, las fiestas de la Magdalena (Castellón de la Plana) y en las Hogueras de Alicante.
Durante las Hogueras de San Juan en Alicante, las mascletás se celebran del 18 al 24 de junio y los fines de semana anteriores del mes de junio (en 2016 fueron los días 4 y 5, y 11, 12. Estas 4 mascletás previas, están fuera de concurso). Se llevan a cabo en la plaza de los Luceros a las 2 de la tarde. Centenares de personas se reúnen en torno a la plaza para disfrutar del espectáculo, que comienza cuando las bellezas anuncian Senyor pirotècnic, pot començar la mascletà.
Cada mascletá está dirigida por una pirotecnia diferente, que compiten entre ellas valorando los efectos sonoros, la vistosidad, etc. La pirotecnia ganadora recibe un premio en metálico, y al año siguiente dispara el último día de las fiestas. 

### Fuegos artificiales

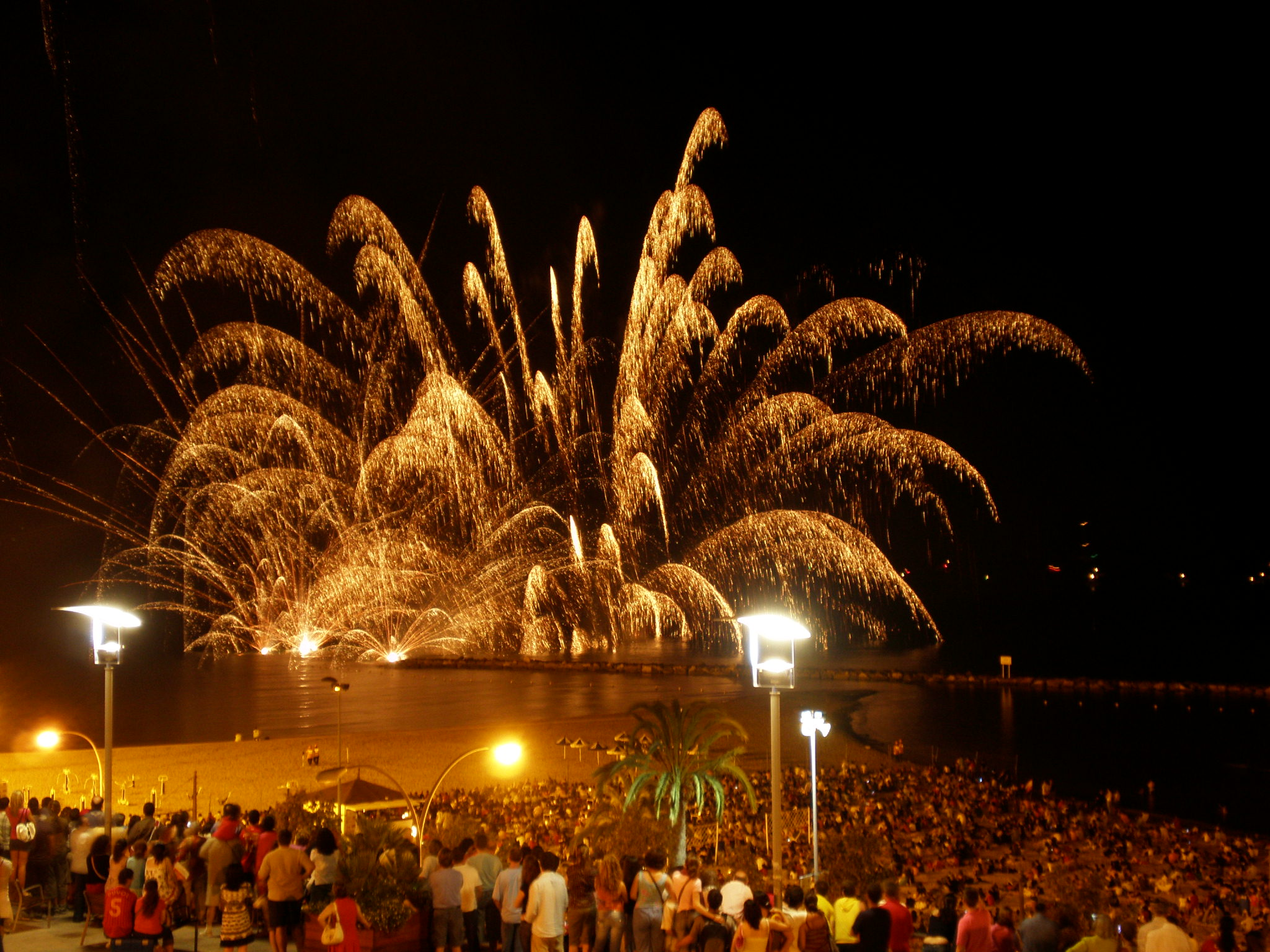
Fuegos artificiales de las Hogueras

El fuego proviene de festividades de la antigüedad. Entonces, se hacían piras de enseres viejos que, posteriormente, se quemaban en la calle, convirtiéndose de esa manera en monumento, en la hoguera. Otros rituales ancestrales de esta festividad son, entre muchos, la cremá, la despertá y las fiestas taurinas. Pero lo más significativo, la clave de la fiesta, son los fuegos artificiales.
En Alicante se celebran en la playa del Cocó, entre los días 25 y 29 de junio, ambos incluidos, a las 24:00 horas. Este espectáculo tiene como duración mínima dieciocho minutos ininterrumpidamente, sin contar los truenos anteriores, de aviso. Los fuegos son aéreos y se lanzan orientándolos al mar.

## Hogueras fuera de Alicante
En la actualidad, aparte de la ciudad de Alicante, se celebran las hogueras de San Juan con monumentos artísticos policromados de cartón piedra y madera y con profunda carga satírica, como se hace en Alicante y en otras localidades de su provincia como Torrevieja, Guardamar del Segura, San Juan de Alicante, San Vicente del Raspeig, Denia, Jávea, Calpe, Benidorm y el Raval de San Juan de Elche. También en Alcoy y Játiva hay asociaciones de vecinos de barrio que plantan hoguera.
En 2015 se decidió trasladar las convivencias de las candidatas a Bellea del Foc al extranjero, dedicándolas a la promoción turística de la fiesta y de Alicante. De este modo en 2016 se plantó una Hoguera en la ciudad sueca de Gotemburgo, en 2017 en la plaza del Rossio de Lisboa y en 2018 en Lyon (Francia).

## Construcción de los monumentos

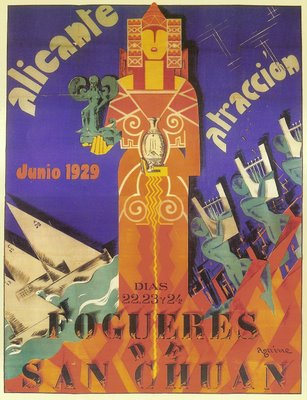
Cartel de las Fogueres de 1929 por Lorenzo Aguirre

Una hoguera es tanto un monumento de madera y corcho blanco que se planta en un distrito, como un colectivo o conjunto de personas que conforman la comisión de fiestas de un barrio. Así cada miembro de una hoguera recibe el nombre de foguerer o foguerera.
En la ciudad de Alicante, encontramos un número de 96 hogueras (en 2013), cada una construye un monumento cada año, y se realiza la construcción completa y física de este el 20 de junio, día de la plantá. 
El hecho de que se quemen monumentos (en la actualidad cargados de crítica y de arte y fabricados a base de material combustible), viene dado por la celebración del solsticio de verano, el día más largo del año. 
En principio, se creía que cada que el sol no volvería a su esplendor total, ya que después de esta fecha, 20 de junio, los días eran cada vez más cortos (había menos horas de sol). Esta es la razón por la que se encendían fogatas y se celebraban ritos relacionados con el fuego, para así simbolizar el poder del sol y ayudarle a renovar su energía.
El ninot es una figura con representación humana, confeccionado con materiales combustibles, que generalmente, ocupan la base de las hogueras de San Juan y las fallas de Valencia. Estas figuras tienen un carácter crítico y burlesco, aparecen en los monumentos falleros y foguerers y arden, en el caso de las Hogueras, el 24 de junio. Los ninots indultados son aquellos que se salvan de las llamas del fuego. Para llegar a escoger unos ninots indultados (uno infantil y mayor), se realiza una exposición en la que la gente vota de forma popular y personal al acabar la visita se vota, de forma que el ninot infantil y otro adulto más votados queden libre de la quema. La exposición la suelen inaugurar a finales de mayo y la clausuran pocos días antes del pregón de hogueras.

## Bellezas y damas del Fuego

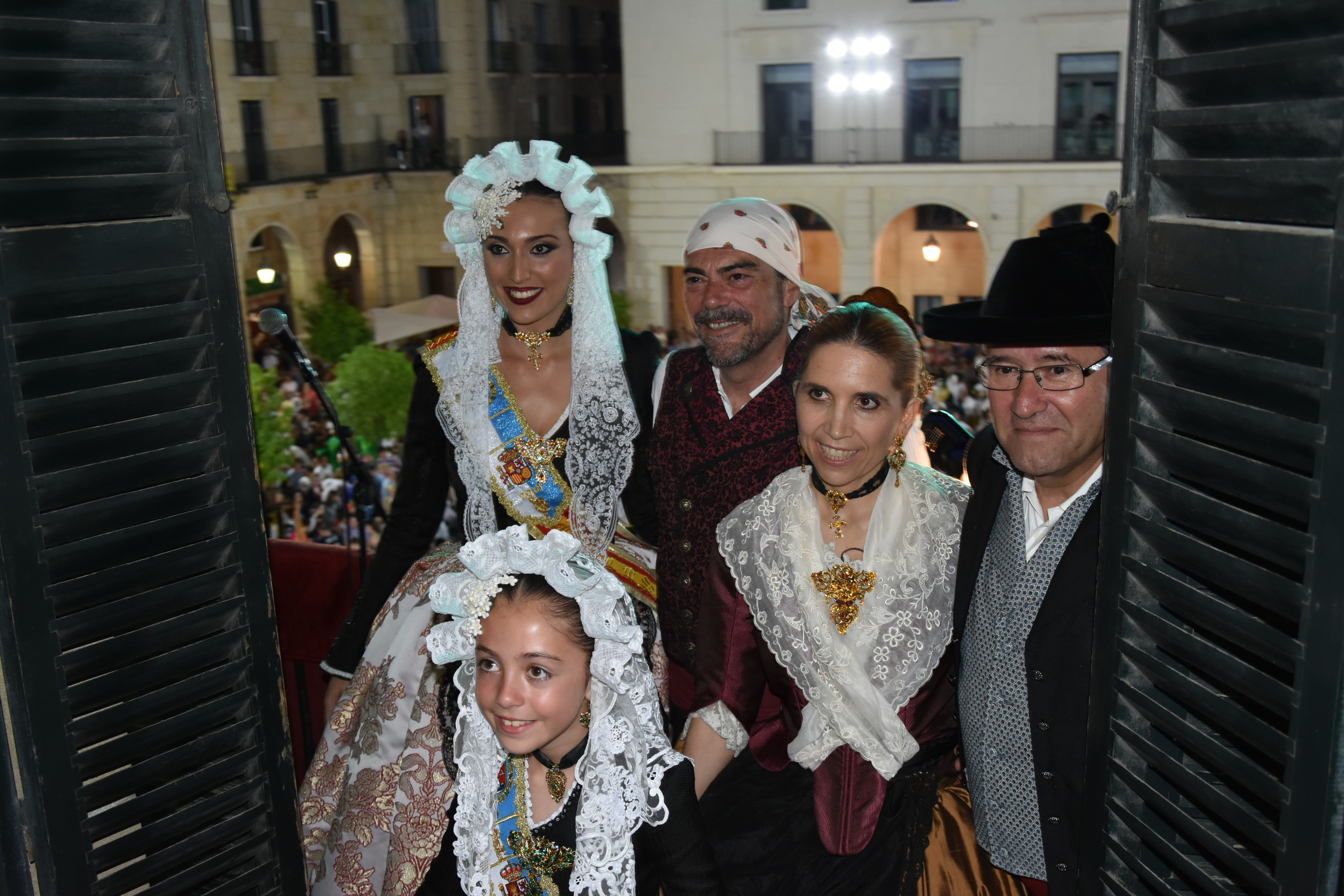
Pregón de 2018

Cada una de las hogueras de la ciudad de Alicante, está representada por una mujer y por una niña que ostentan el cargo de belleza (bellea) y belleza infantil (bellea infantil). Cada belleza de hoguera puede ir acompañada de varias damas de honor. La belleza de un distrito es proclamada de manera oficial, en un acto público llamado presentación, en el que se le impone la banda.
Cada hoguera tiene su propio acto de presentación, por lo que hay 90 presentaciones mayores y 90 infantiles, que se celebran los fines de semana entre los meses de enero y abril. De entre las 90 bellezas mayores y las 90 bellezas infantiles que representaron a su distrito fogueril durante todo el año anterior, se elige a la representante de las fiestas del fuego. Esto se lleva a cabo en uno de los actos más emblemáticos para los alicantinos llamado, Festival de Elección de la "Belleza del Fuego" y sus Damas de honor.
Este sistema de elegir a la Belleza del Fuego ha ido variando a lo largo del tiempo, entre un jurado, una votación entre los presidentes de las distintas comisiones o la designación directa por parte del alcalde. En la actualidad puede ser candidata a belleza aquella chica que haya sido el año anterior belleza de cualquiera de los 90 distritos fogueriles y que tenga como mínimo 19 años, pero no hay límite de edad y tampoco importa que tenga hijos y resida en la comarca de Alicante o en las pedanías ilicitanas de El Altet, Torrellano o Arenales del Sol. Este límite de edad si que existía antiguamente, pero en el año 2008 se cambió, ya que había muchas chicas válidas mayores de 26 años.
Las candidatas tienen una serie de actos para que todos puedan conocerlas, en especial el jurado. Hasta hace unos años, la noche de la elección acudían a votar los presidentes de todas y cada una de las comisiones de hoguera en representación de la misma, y lo hacían por siete mujeres, otorgando un voto a cada una. Las quince que obtuvieran más votos son las únicas que pasaban en una lista al segundo jurado, formado por siete personas, dos de ellos miembros de comisiones de hogueras, un miembro de una barraca y los otros cuatro designados directamente por el presidente de la comisión gestora, entre los que suelen estar bellezas o damas de años anteriores. Este jurado elegía entre las quince más votadas a la belleza del fuego y sus seis damas de honor, entregando el veredicto al notario y haciéndose pública la decisión al final del Festival de Elección.
En 2010 se cambiaron las bases y un jurado compuesto por 9 personas, entre las cuales hay 3 miembros de hogueras y barracas, una antigua dama o belleza, y un miembro de la federación y los 6 restantes propuestos por federación de las hogueras de San Juan, son los que con una votación en secreto, escriben 7 nombres en un sobre que un notario contabiliza, y luego con las 7 más votadas se da a conocer al jurado y votan, otra vez en secreto, a la belleza del fuego. 
Hasta 2016, la belleza del fuego infantil y sus damas, se elegían por suerte a través de un bombo. Desde 2017, tienen el mismo proceso que las adultas.
Este acto ha tenido lugar en diversos lugares, como son la plaza de Toros, la plaza del Ayuntamiento, el Teatro Principal o el Ayuntamiento, ante la presencia de más de 10 000 personas. Es un espectáculo creado y puesto en escena por foguerers de todas las comisiones en el que ofrecen música, bailes y desfiles de las candidatas que siempre acaba de la manera más esperada por todos; conociendo quienes serán las representantes de la fiesta del fuego para el presente año.
Dos semanas después de su elección son investidas oficialmente en el acto de proclamación que se celebra en la plaza del Ayuntamiento, siendo proclamada por el alcalde de la ciudad con el título de belleza del fuego y una niña que será la belleza del fuego infantil.

## Barracas, música y toros

### Barracas
Las Barracas son recintos cerrados pertenecientes a cada comisión fogueril y que se rigen por la Federación de Barracas de Alicante. Estos recintos normalmente se encuentran en las calles colindantes de donde están ubicadas las hogueras, pues la mayoría de los miembros de estas barracas suelen pertenecer a una comisión fogueril y están encabezadas por una portada. Cada barraca compite en un concurso de portadas donde existen diferentes categorías, siendo la Categoría Especial la máxima categoría. Los grupos de barracas tienen un presidente y no están estrechamente relacionados con la hoguera cercana. Dentro de estos recintos se pueden encontrar mesas, sillas o incluso un escenario para disfrute del grupo al que pertenece la barraca. Antiguamente eran recintos privados donde solo podían disfrutar de las actividades los miembros de dicha barraca pero en la actualidad cualquier persona puede entrar en ellas. Cada barraca tiene nombre propio, entre los que se pueden encontrar nombres como Al final ho fem, Canyaeta Peixet o El Cabasset. Desde 2025 se exhiben 43 barracas en diferentes puntos de la ciudad de los cuales 5 compiten en Categoría Especial. La noche del 24 de junio, al igual que las hogueras, estas portadas de las barracas se queman.

### Música
La música es un pilar muy importante en esta fiesta. La Comunidad Valenciana destaca por su gran afición a la música, como lo demuestra cada foguera contratando una banda de música para todas las fiestas. Esto, significa que podemos encontrar alrededor de 2000 músicos, dado que hay cerca de 90 hogueras.
Días antes de hogueras se celebra un desfile que se llama “Entrada de bandas”, en la que todas las bandas acompañan a su hoguera desfilando por las calles de la ciudad con el fin de conseguir alguno de los premios que se entregan a los que se consideran “mejor conjunto” (banda y hoguera juntos).
La música está presente en las calles de Alicante durante todas las fiestas y las hogueras suelen ir de pasacalles entre dos o tres veces al día.
Estos “pasacalles” consisten en recorrer las calles de la ciudad con una banda de música para lucir a sus respectivas bellezas por el barrio, o bien, para visitar las hogueras de barrios vecinos o por el simple hecho de pasear por medio de una avenida, cantando y bailando.[cita requerida]

### La feria taurina
Alicante ha sido tradicionalmente una ciudad con gran afición taurina. Su plaza de toros actual fue inaugurada el 15 de junio de 1888. Desde 1928, coincidiendo con las fiestas de San Juan, se viene celebrando la Feria Taurina de las Hogueras, una de las más importantes de España que tienen lugar a principios del verano.